# Гонець (птах)
Гонець (Xenicus) — рід горобцеподібних птахів родини стрільцевих (Acanthisittidae). Містить два види.

## Поширення
Ендеміки Нової Зеландії. Xenicus longipes вимер у другій половині XX століття. Інший вид, Xenicus gilviventris, поширений у гірських районах Південного острова.

## Опис
Це дрібні птахи, завдовжки 7-10 см, з короткими хвостами і на довгих ніжках. У них короткі, слабкі крила і вони погано літають.

## Спосіб життя
Xenicus gilviventris мешкає в субальпійських луках та гірських рідколіссях Південних Альп, в цей час як Xenicus longipes траплявся на рівнинних рідколіссях обох основних островів. Більшу частину дня проводять на землі у пошуках поживи. Живляться комахами та іншими дрібними безхребетними. У позашлюбний період трапляються поодинці, в сезон розмноження утворюють моногамні пари.

## Види
- †Xenicus longipes
- Гонець скельний (Xenicus gilviventris)